# L'intrepida Tiffany e i Piccoli Uomini Liberi
L'intrepida Tiffany e i Piccoli Uomini Liberi (The Wee Free Men) (2003) è un romanzo di Terry Pratchett. Fa parte di una serie rivolta ai ragazzi (ma non solo), ambientata nel Mondo Disco.
Il libro racconta la presa di coscienza di sé, del proprio ruolo, e della riscoperta della propria nonna da parte della giovane Tiffany Aching, una ragazza di nove anni, cresciuta in una famiglia di pastori di lunga tradizione; ma è anche la storia di un'intrusione di un mondo in un altro, e del contatto tra una ragazzina e vari esseri mitici, alcuni nemici e altri alleati, tra cui spicca decisamente il variopinto popolo dei Piccoli Uomini Liberi, spiritelli dediti all'abigeato, alle risse e alle bevute, ma dotati di una struttura fortemente matriarcale; oppure una storia alla Labyrinth - Dove tutto è possibile, con un bambino che viene rapito dalla Regina delle Fate e deve essere salvato; tuttavia la storia racconta molto più di questo fatto. In realtà il libro ha una grande varietà di temi, non ultima la satira di luoghi comuni sulle fiabe.

## Personaggi
- Tiffany Aching: ragazza di nove anni. Fa parte della famiglia Aching. Vive nella contrada chiamata Il Gesso.
- Wentworth: il suo pestifero fratellino. Sa appena parlare. Ingordo.
- Miss Tick: il nome completo è Perspicacia Tick. È una strega itinerante in incognito nonché una sorta di talent scout per streghe. Il suo nome è un gioco di parole (in inglese si legge come mystique, magica); in inglese tick significa anche "zecca".
- Rospo (nome proprio non riportato). Parla, anche in pseudo-latino. Probabile trasformazione di un essere umano.
- Nonna Aching (Granny Aching): la nonna di Tiffany Aching. Il suo nome è Sarah Grizzel. Morta al tempo dei fatti narrati, ricompare frequentemente nei ricordi di Tiffany. Matriarca importantissima della regione, espertissima nella pastorizia e tutto ciò che vi attiene. Segni distintivi: scarponi, odore di trementina e di tabacco della marca "Allegro Marinaio".
- Il Barone: feudatario locale.
- Roland: figlio del Barone. Non molto brillante, comunque.

Creature fatate:
- I Nac Mac Feegle, ossia I Piccoli Uomini Liberi. Ometti blu dediti all'abigeato, allo sbevazzamento e alle risse. La loro società è matriarcale (con un numero ridottissimo di femmine, di cui una è la madre o kelda del clan). Benché nel Mondo Disco non esista la Scozia, hanno caratteristiche decisamente scozzesi (ad esempio il kilt e le cornamuse). Combattono volentieri a testate: sono fortissimi, malgrado le dimensioni, e apparentemente indistruttibili. Le loro spade splendono di luce azzurra in prossimità di avvocati.
- La Regina delle Fate: la signora di un universo che si intromette negli altri. Rapisce bambini e controlla i sogni. Di aspetto variabile.
- Sagni: creature di un altro mondo. Come la Regina, ma in grado generalmente inferiore, hanno la capacità di controllare e materializzare i sogni.
- Jenny Dentiverdi: la versione brutta e cattiva della Sirenetta. Assale i viandanti che costeggiano la palude. Verrà presa a padellate.
- Cavaliere senza testa: guardarlo negli occhi che non ha lo mette a disagio. Il suo cavallo viene preso a testate da un Nac Mac Feegle.

## Riferimenti e citazioni
- Nel corso della storia viene descritto un quadro di Richard Dadd, un pittore vittoriano specializzato in quadri fantastici (specialmente fate): The Fairy Feller's Master-Stroke ("Il colpo da maestro dello spiritello"). Una scena viene ambientata precisamente in questo quadro.
- Il colore blu, l'altezza e l'organizzazione dei Piccoli Uomini Liberi (per la stragrande maggioranza maschi) è un riferimento parodistico ai Puffi.
- Le streghe più importanti del Mondo Disco, Tata Ogg e la Nonnina Weatherwax, fanno una breve apparizione alla fine della storia.
- Alcune delle creature immaginarie, come Jenny Dentiverdi, il cavaliere senza testa e i cani infernali fanno parte del folklore anglosassone.
- Le spade dei Feegle, che divengono blu in prossimità di avvocati, sono simili a quella di Frodo Baggins, che in presenza di orchi si illumina di azzurro.

## Edizione italiana
La traduzione italiana di Mondadori (2004) è di Maurizio Bartocci.

## Adattamento cinematografico
Il 10 gennaio 2006, il sito di cinema Rotten Tomatoes pubblicò un articolo secondo cui Sam Raimi si era accordato con la Sony Pictures Entertainment per dirigere un film tratto dal romanzo.
I diritti della serie letteraria furono acquistati dalla Sony, la quale assoldò Pamela Pettler (nota per La sposa cadavere di Tim Burton) per scrivere la sceneggiatura, e associando Josh Donen, Vince Geradis e Ralph Vicinanza come produttori.
Nel giugno 2008 l'autore del romanzo Terry Pratchett commentò la sceneggiatura e il futuro della trasposizione:

## Edizioni
- Terry Pratchett, L'intrepida Tiffany e i Piccoli Uomini Liberi, traduzione di Maurizio Bartocci, Arnoldo Mondadori Editore, 2007,  pp. 316, cap. 14, ISBN 978-88-04-56353-2.
- Terry Pratchett, L'intrepida Tiffany e i Piccoli Uomini Liberi, collana I Grandi del Fantastico, Arnoldo Mondadori Editore, 2004,  p. 312, ISBN 88-04-53500-8.